# Nederlands kampioenschap voetbal interregionale jeugd A-Junioren 1984/85
Het eindtoernooi voor het Nederlands kampioenschap voetbal interregionale jeugd A-Junioren 1984/85 was de 22e en laatste editie van deze Nederlandse voetbalcompetitie die door de KNVB werd georganiseerd.
Aan het toernooi namen A-junioren deel die kampioen waren geworden van een van de zes districten van de KNVB. Het eindtoernooi werd op 1 en 2 juni 1985 gespeeld op het KNVB complex te Zeist. De ploegen speelden een halve competitie tegen elkaar waarbij tegen elke andere vereniging een wedstrijd werd gespeeld. De winnaar van deze halve competitie werd landskampioen bij de A-junioren.
De wedstrijden vonden per ronde tegelijkertijd plaats op drie naast elkaar gelegen velden. Op zaterdag werden er drie ronden verspeeld en op zondag volgden de laatste twee ronden. De wedstrijden duurden 2x30 minuten. Titelverdediger Ajax slaagde er wederom in om de titel te prolongeren, waarmee haar recordserie op vier achtereenvolgende titels werd gebracht. Het was voor Ajax reeds de tiende landstitel bij de interregionale A-junioren.
Het was het laatste toernooi in deze opzet. Na de zomer zou er voor het eerst een landelijke jeugdcompetitie worden gespeeld. Deze werd door de KNVB zelf georganiseerd. Het jeugdvoetbal op het hoogste niveau kwam daarmee definitief uit handen van de KNVB afdelingen.      

## Deelnemers
| District | Vereniging      | Plaats    | Afdeling      |
| -------- | --------------- | --------- | ------------- |
| West I   | Ajax            | Amsterdam | Amsterdam     |
| West II  | ADO             | Den Haag  | Den Haag      |
| Oost     | SC Enschede     | Enschede  | Twenthe       |
| Noord    | Sneek           | Sneek     | Friesland     |
| Zuid I   | PSV             | Eindhoven | Noord Brabant |
| Zuid II  | Fortuna Sittard | Sittard   | Limburg       |

## Uitslagen
| Veld     | Thuisclub   | uitslag  | Uitclub         |
| 1e ronde | 1e ronde    | 1e ronde | 1e ronde        |
| -------- | ----------- | -------- | --------------- |
| I        | Ajax        | 3-1      | Fortuna Sittard |
| II       | ADO         | 2-1      | PSV             |
| III      | Sneek       | 0-2      | SC Enschede     |
| 2e ronde |             |          |                 |
| I        | PSV         | 6-2      | Sneek           |
| II       | SC Enschede | 1-0      | Fortuna Sittard |
| III      | Ajax        | 2-2      | ADO             |
| 3e ronde |             |          |                 |
| I        | ADO         | 1-1      | Fortuna Sittard |
| II       | Ajax        | 9-2      | Sneek           |
| III      | SC Enschede | 0-3      | PSV             |

| Veld     | Thuisclub       | uitslag  | Uitclub     |
| 4e ronde | 4e ronde        | 4e ronde | 4e ronde    |
| -------- | --------------- | -------- | ----------- |
| I        | Ajax            | 6-3      | SC Enschede |
| II       | Sneek           | 1-5      | ADO         |
| III      | Fortuna Sittard | 1-3      | PSV         |
| 5e ronde |                 |          |             |
| I        | ADO             | 3-2      | SC Enschede |
| II       | PSV             | 1-2      | Ajax        |
| III      | Fortuna Sittard | 2-1      | Sneek       |

## Eindstand
| pos | club            | gs | w | g | v | pnt | dv | dt | ds  |
| --- | --------------- | -- | - | - | - | --- | -- | -- | --- |
| 1.  | Ajax            | 5  | 4 | 1 | 0 | 9   | 22 | 9  | +13 |
| 2.  | ADO             | 5  | 3 | 2 | 0 | 8   | 13 | 7  | +6  |
| 3.  | PSV             | 5  | 3 | 0 | 2 | 6   | 14 | 7  | +7  |
| 4.  | SC Enschede     | 5  | 2 | 0 | 3 | 4   | 8  | 12 | -4  |
| 5.  | Fortuna Sittard | 5  | 1 | 1 | 3 | 3   | 5  | 9  | -4  |
| 6.  | Sneek           | 5  | 0 | 0 | 5 | 0   | 6  | 24 | -18 |